# École Venetsianov

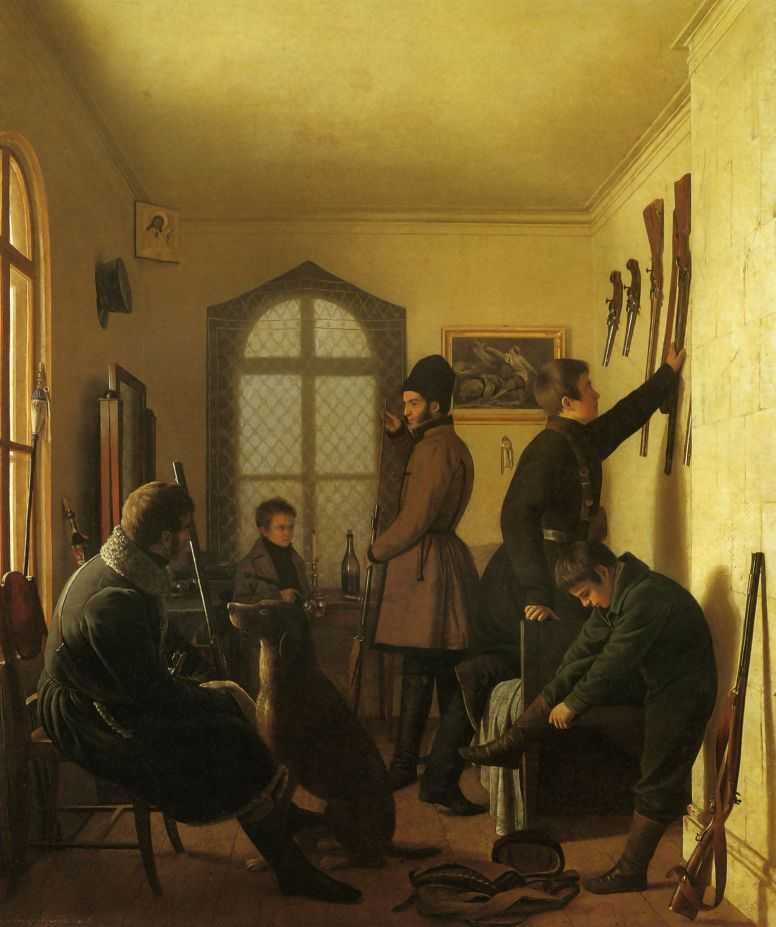
Еvgraf Krendovski : Rencontre pour la chasse, galerie Tretiakov (1836)

L'École Venetsianov (en russe : Школа Венецианова) est un cercle de peintres russes qui se sont rassemblés autour d'Alexeï Venetsianov et qui réalisaient surtout des tableaux de genre sur des sujets proches de la paysannerie et de la campagne.

## Histoire
En 1819, Venetsianov (1780-1847) abandonne ses fonctions professionnelles à Saint-Pétersbourg et s'installe, avec sa famille, dans le village de Safonkovo, dans le gouvernement de Tver (Haute-Volga), à 500 km de Saint-Pétersbourg. Il y consacre ses efforts artistiques au développement du genre paysan en peinture. Il organise, à cette fin, dans cette région, sa propre école d'art, dans laquelle plus de 70 peintres sont formés pendant les vingt années de son fonctionnement. Le poète Vassili Joukovski participe activement à ce projet. Les travaux des étudiants sont exposés dans les expositions académiques en même temps que ceux de Venetsianov.
Plusieurs d'entre eux, à partir de 1835, quittent Venetsianov pour s'attacher à des maîtres brillants tels que Karl Brioullov, qui réunit la simplicité du néoclassicisme et le romantisme.

## Caractéristiques
Suivant les principes de Venetsianov, les artistes de l'école doivent refléter la vie des couches démocratiques de la société. Les sujets sont des paysages urbains ou campagnards, des intérieurs et des natures mortes. « Les œuvres de l'école Venetsianov sont marquées par la poésie incarnée dans la vie environnante, saisie dans son immédiateté (…) La créativité des artistes de l'école représente une étape importante dans le développement du réalisme dans la peinture russe de la première partie du XIXe siècle. ».
Avant Venetsianov et ses continuateurs, parmi lesquels Nikifore Krylov et Grigori Soroka, les peintres russes étaient profondément marqués par la tradition latine à travers des peintres tels que Claude Lorrain, Nicolas Poussin et Canaletto. C'étaient les Russes : Fiodor Matveïev, Maxime Vorobiov, Sylvestre Chtchedrine.
C'est alors que cette École Venetsianov va jouer un rôle dans la recherche d'un lien entre le développement d'une identité nationale russe et la peinture de paysage. Après la mort de Venetsianov, dans la seconde moitié du XIXe siècle, les Vues d'Italie perdent progressivement leur popularité. Le critique Vladimir Stassov considère l'italianisme comme un ennemi de l'art russe. Ce genre italien va se confiner à la peinture de salon. Le changement qui s'est produit a débuté vers 1840 avec l'école naturelle. Il appelle les artistes russes à se tourner vers les paysages de leur pays. Cette tendance était apparue chez Venetsianov et ses élèves avec leurs images bucoliques sur les labours, la fenaison, les saisons dans des paysages où la vie paysanne est prédominante.

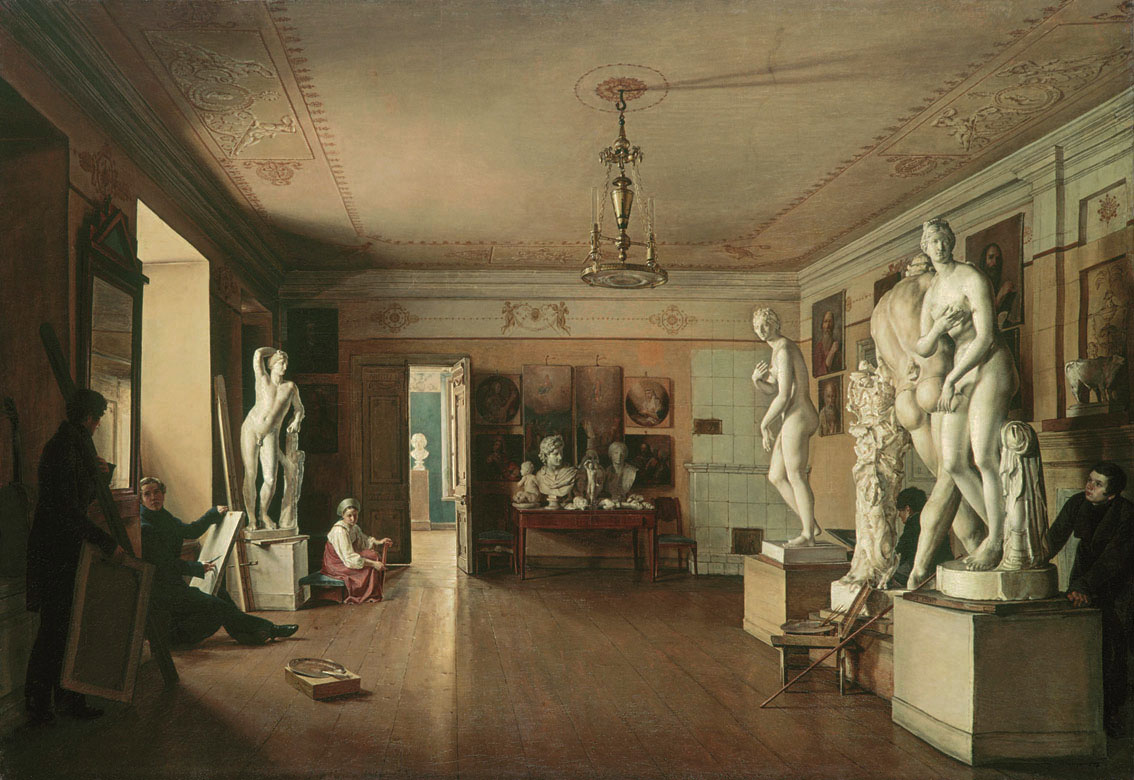
Alexandre Alekseïev : L'Atelier de l'artiste Alexeï Venetsianov, Musée russe (1827)
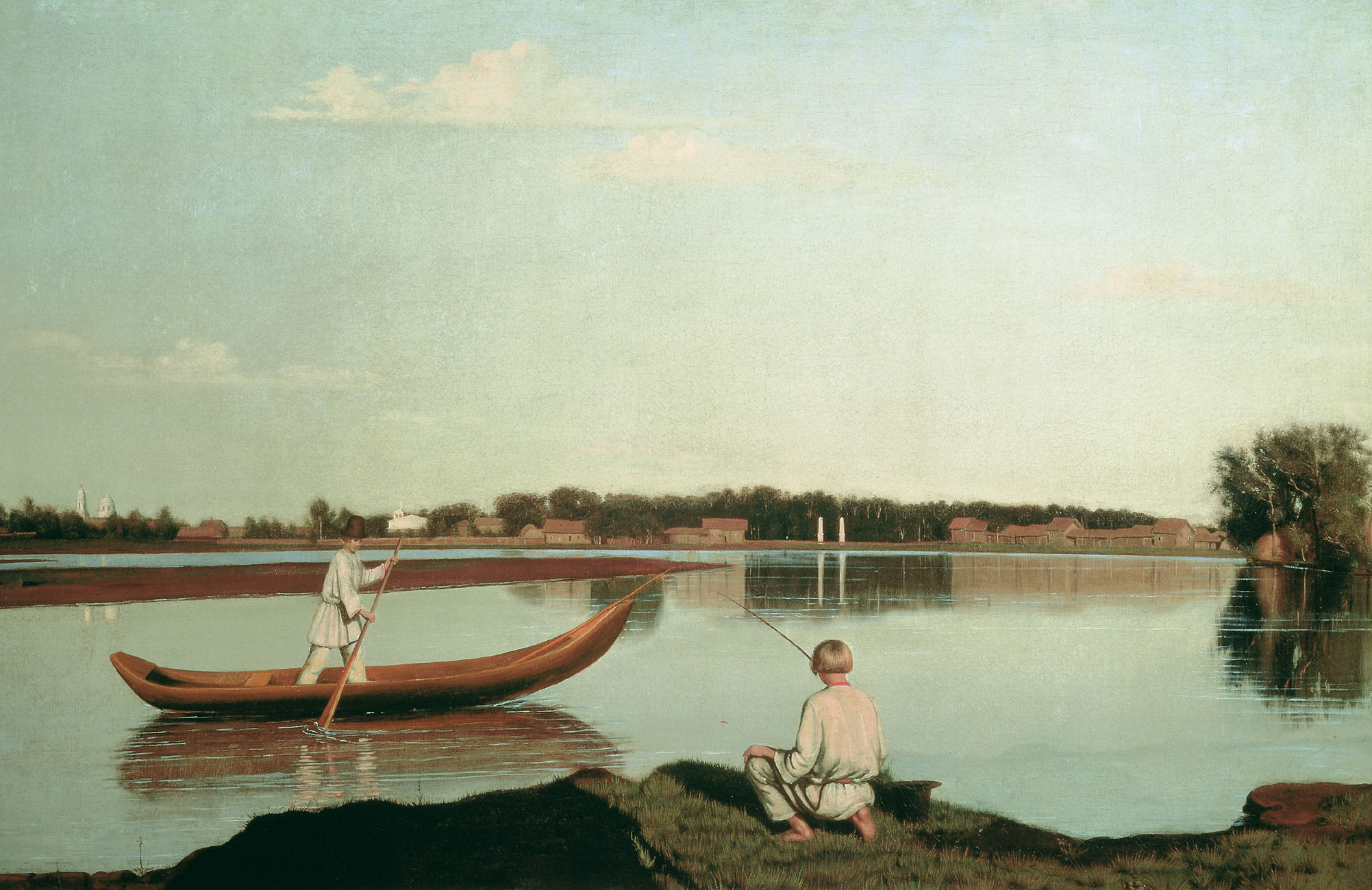
Grigori Soroka : Pêcheurs, vue vers Spassky, Musée russe (années 1840)
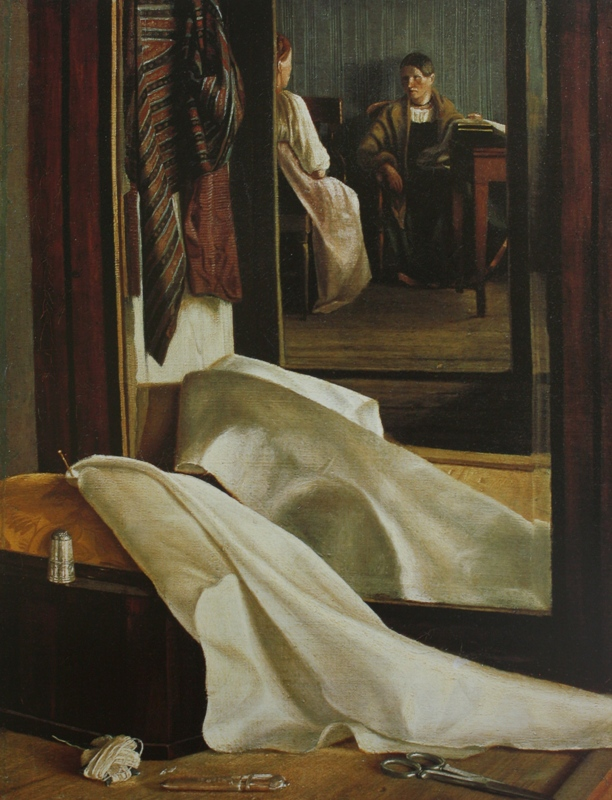
Grigori Soroka : Réflexion dans le miroir, Musée russe (vers 1850)
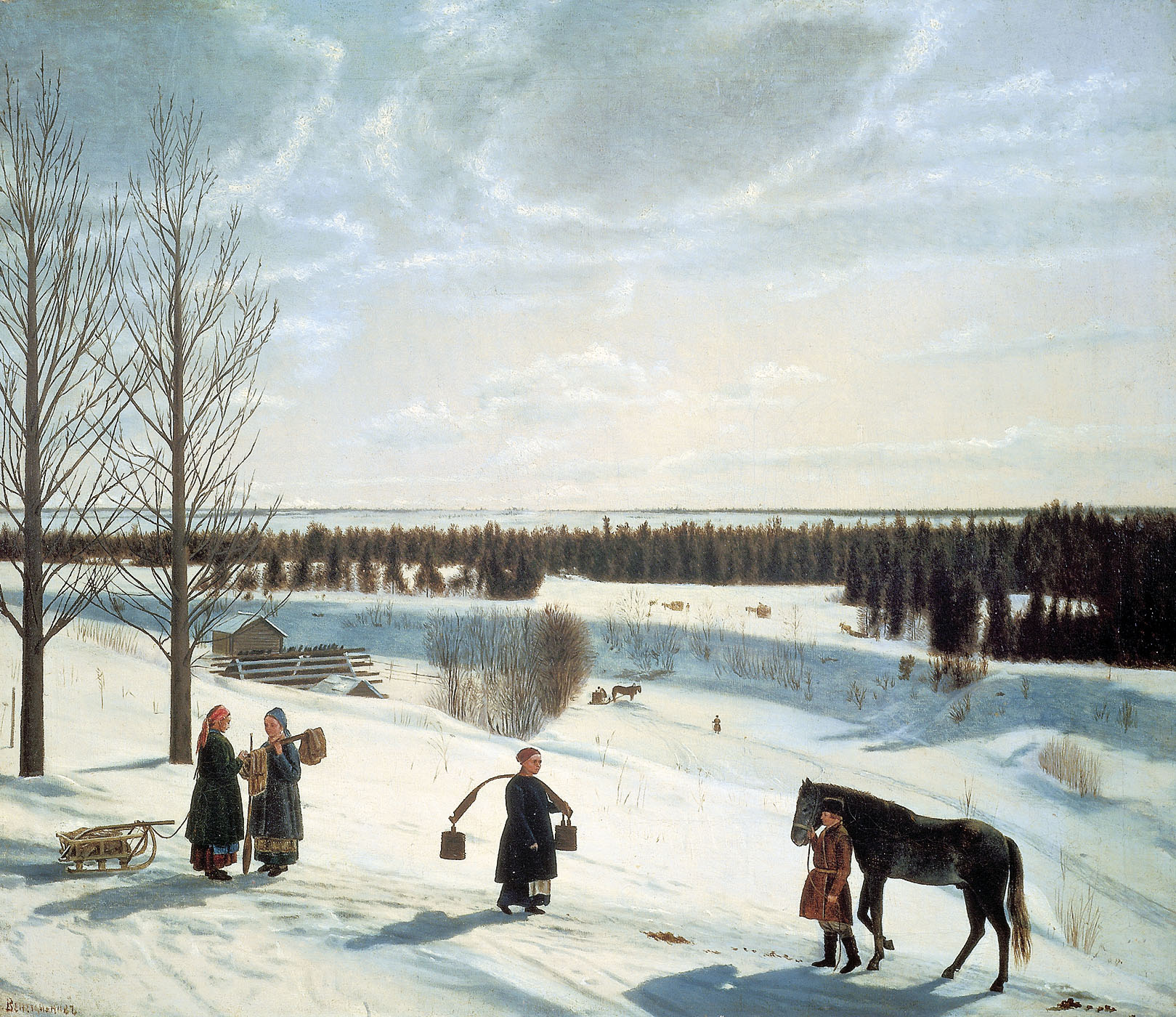
Nikifore Krylov : Hiver russe (Krylov), Musée russe (1827)
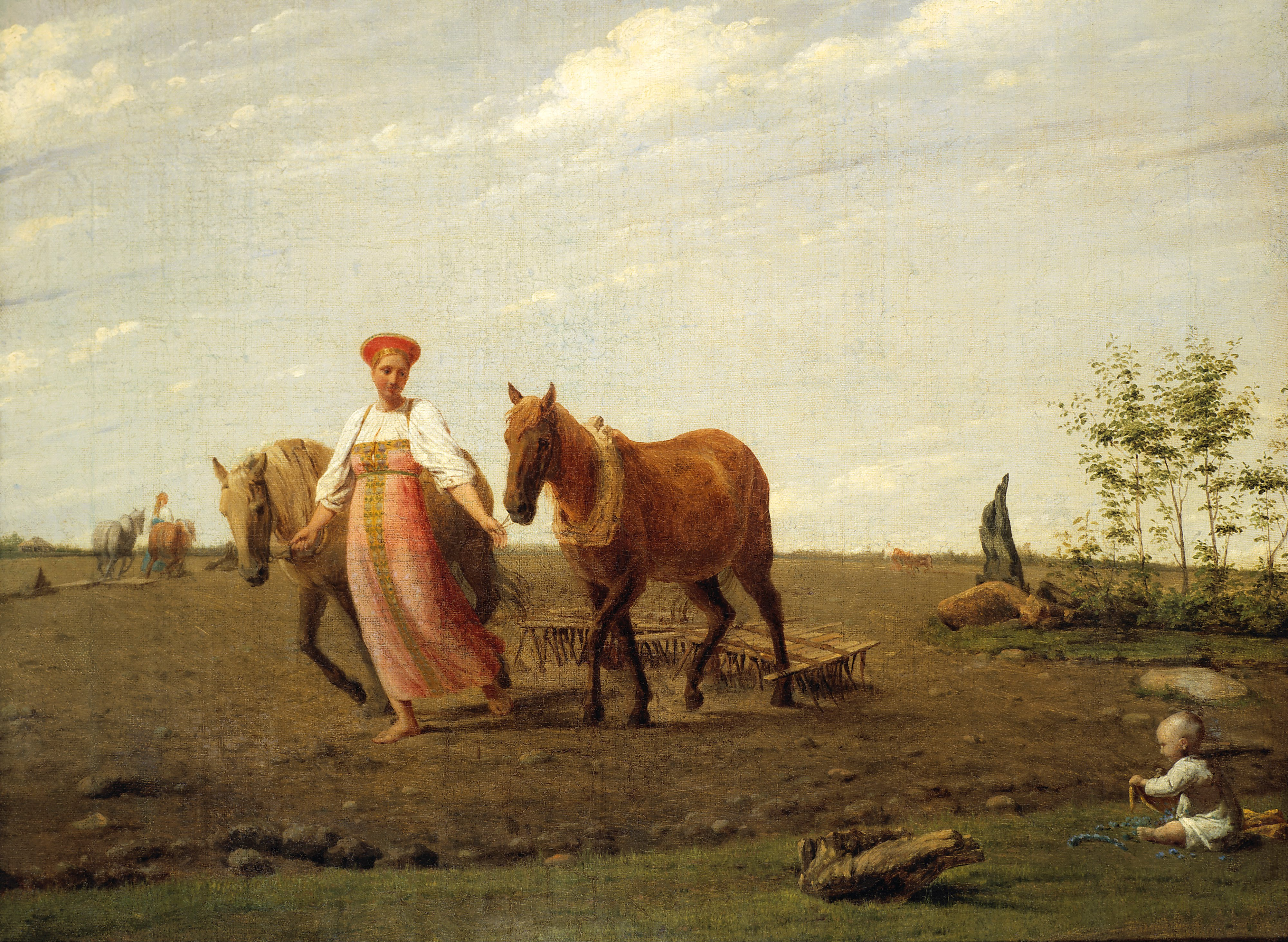
Alexeï Venetsianov : Au Labour. Le Printemps, galerie Tretiakov

## Liste d'élèves de l'école
1. Nikifore Krylov (1802—1831) — en 1824—1830
2. Alexeï Tyranov (1808—1859) — de 1824 au début des années 1830
3. Kapiton Zelentsov (ru) (1790—1845) — de 1825 au début des années 1830
4. Alexandre Alekseïev (ru) (1811—1878)—de 1826 à 1832
5. Vassili Avrorine (ru)(1805—1855) — de la fin 1828 à 1833
6. Mokritski (ru) (1810—1870) — de 1832 à 1835
7. Evgraf Krendovski (ru) (1810 — après 1853) — de 1830 à 1835
8. Sergueï Zarianko (ru) (1818—1870) — de 1836 au début des années 1840
9. Fedor Slavianski (ru) (1817—1876) — vers 1838 au début des années 1840
10. Grigori Soroka (1823—1864) — de 1842 à 1847
11. Alexandra Venetsianova (ru) (1816—1882) — années 1830 et 1840[4]